# Arttu Mattila
Arttu Mattila 3 de marzo de 2001) es un deportista de Finlandia que compite en atletismo. Ganó una medalla de bronce en el Campeonato Europeo de Atletismo Sub-20 de 2019, en la prueba de salto de altura.